# Museo tassiano
Il museo tassiano è sito in piazza Sant'Onofrio al Gianicolo 2 nel rione Trastevere a Roma.
Il museo è sito nei locali dell'Ordine Equestre del Santo Sepolcro di Gerusalemme del convento di Sant'Onofrio presso il Gianicolo. Il museo, aperto nel 1939, ospita, oltre la stanza ove morì lo scrittore, una raccolta di opere scritte da Torquato Tasso tra cui La Gerusalemme liberata e materiali appartenuti allo stesso scrittore, tra cui: una lettera autografata, la cassa che conteneva le ceneri dello scrittore e vari cimeli personali compreso un crocifisso ed un'antica ceramica, nonché la maschera funebre.